# Erik Bengtson (företagsledare)
Erik August Erhard Bengtson, född 8 oktober 1902 i Bankeryds församling i Jönköpings län, var en svensk företagsledare.
Erik Bengtson var son till disponenten Gösta Bengtson och Elvira Lundberg. Han avlade studentexamen 1922 och bedrev specialstudier vid Chalmers (CTH) 1924–1925. Han var fabriksledare och styrelseledamot i AB Metallduk i Bruzaholm 1930–1946 samt delägare i AB Maskinduksverken i Bruzaholm från 1947, där han var verkställande direktör, disponent och styrelseledamot. Han ägde också Solberga säteri i Smålands Anneberg från 1938.
Han gifte sig första gången 1933 med Randi Jenssen (1906–1956), dotter till direktören Gerhard Jensen och Rönnaug Bakke, och andra gången 1956–1960 med Gunvor Östberg (1910–2001), dotter till professor Ragnar Östberg och Elsa Skoglund. Han hade tre barn: Leif (1928–2000), Lillebil (född 1935) och Pia (född 1945).